# Tournemire (Cantal)
Pour les articles homonymes, voir Tournemire.
Tournemire est une commune française située dans le département du Cantal, en région d'Auvergne-Rhône-Alpes.
Elle fait partie de l'association Les Plus Beaux Villages de France.

## Géographie

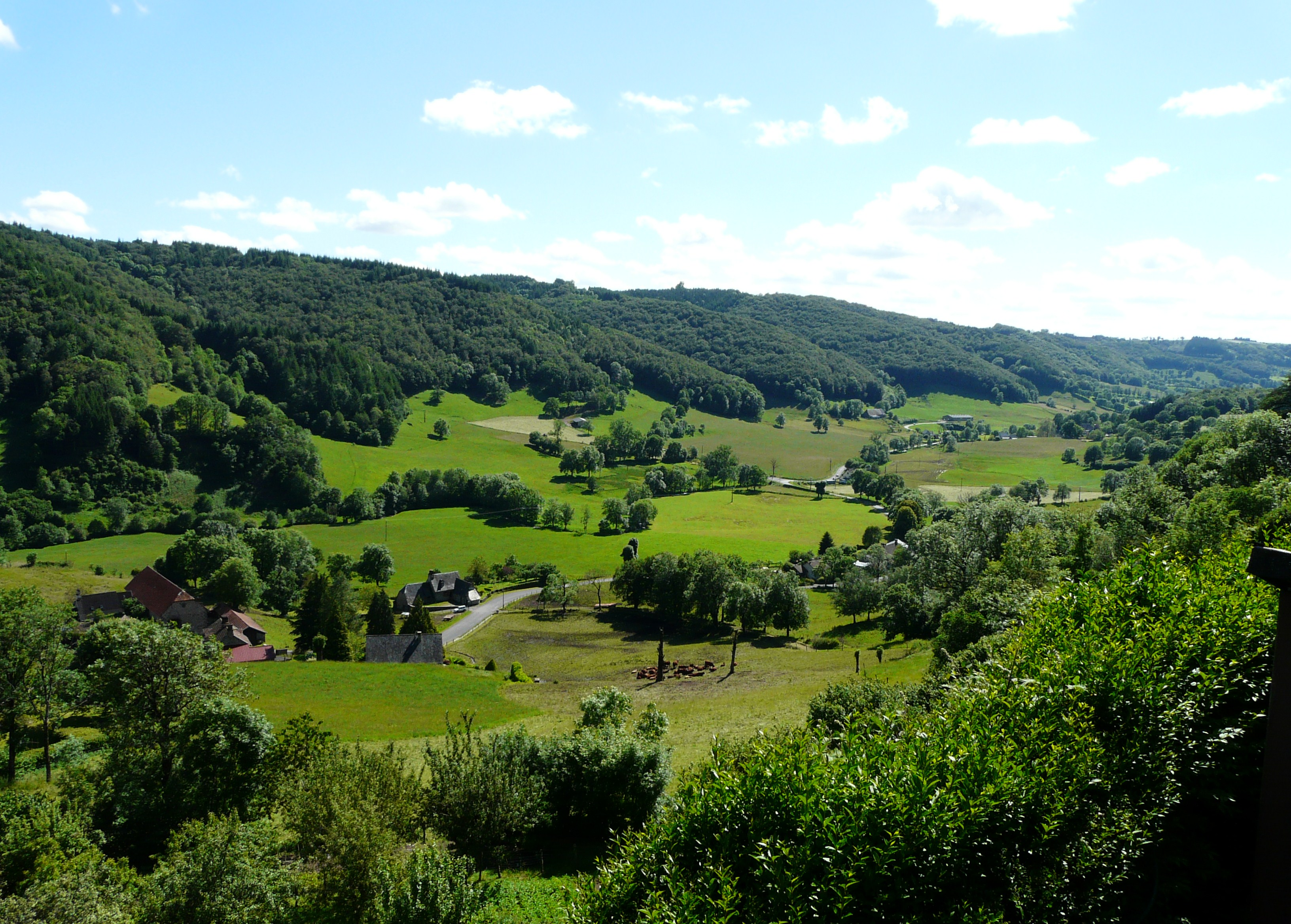
La vallée de la Doire à Tournemire.

Tournemire est une commune du Cantal située en vallée de la Doire, le village étant établi sur une hauteur en rive droite.

### Communes limitrophes
Seules trois communes entourent Tournemire : Girgols au sud, au sud-est et à l'est, Saint-Projet-de-Salers au nord et Saint-Cernin au nord-ouest et à l'ouest.
|              | Saint-Projet-de-Salers |         |
| Saint-Cernin | Tournemire             |         |
|              |                        | Girgols |

### Lieux-dits et écarts
Anjony, Belbex, Bezaudun, Côtes Griffoul, Côtes Rigailles, la Biou, la Blate, la Calmette, la Coste, la Fernaudie, la Forge, la Girbe, la Granerie, la Maletie, la Rode, la Roque, Lavergne, Layrac, le Kayrel, les Chers, Malet, Marcenat, Moinac, Montagne de la Rode, Montagnoune, Montredon, Moulin de Climène, Passou, Puech de Cabane, Puech de Mouredou, Puech du Camp, Puy de Girgols, le Rieux, Roussilhe, Tilit, Tournemire, Verniol.

### Climat
Pour des articles plus généraux, voir Climat d'Auvergne-Rhône-Alpes et Climat du Cantal.
En 2010, le climat de la commune est de type climat de montagne, selon une étude du CNRS s'appuyant sur une série de données couvrant la période 1971-2000. En 2020, Météo-France publie une typologie des climats de la France métropolitaine dans laquelle la commune est exposée à un climat de montagne ou de marges de montagne et est dans la région climatique  Ouest et nord-ouest du Massif Central, caractérisée par une pluviométrie annuelle de 900 à 1 500 mm, maximale en automne et en hiver. 
Pour la période 1971-2000, la température annuelle moyenne est de 9 °C, avec une amplitude thermique annuelle de 15,2 °C. Le cumul annuel moyen de précipitations est de 1 460 mm, avec 13,6 jours de précipitations en janvier et 8,6 jours en juillet. Pour la période 1991-2020, la température moyenne annuelle observée sur la station météorologique de Météo-France la plus proche, sur la commune de Marmanhac à 6 km à vol d'oiseau, est de 10,6 °C et le cumul annuel moyen de précipitations est de 1 461,7 mm,. Pour l'avenir, les paramètres climatiques de la commune estimés pour 2050 selon différents scénarios d'émission de gaz à effet de serre sont consultables sur un site dédié publié par Météo-France en novembre 2022.

## Urbanisme

### Typologie
Au 1er janvier 2024, Tournemire est catégorisée commune rurale à habitat très dispersé, selon la nouvelle grille communale de densité à 7 niveaux définie par l'Insee en 2022.
Elle est située hors unité urbaine. Par ailleurs la commune fait partie de l'aire d'attraction d'Aurillac, dont elle est une commune de la couronne,. Cette aire, qui regroupe 85 communes, est catégorisée dans les aires de 50 000 à moins de 200 000 habitants,.

### Occupation des sols
L'occupation des sols de la commune, telle qu'elle ressort de la base de données européenne d’occupation biophysique des sols Corine Land Cover (CLC), est marquée par l'importance des forêts et milieux semi-naturels (51 % en 2018), une proportion sensiblement équivalente à celle de 1990 (51,1 %). La répartition détaillée en 2018 est la suivante : 
prairies (46,3 %), forêts (35,9 %), milieux à végétation arbustive et/ou herbacée (15,1 %), zones urbanisées (2,7 %). L'évolution de l’occupation des sols de la commune et de ses infrastructures peut être observée sur les différentes représentations cartographiques du territoire : la carte de Cassini (XVIIIe siècle), la carte d'état-major (1820-1866) et les cartes ou photos aériennes de l'IGN pour la période actuelle (1950 à aujourd'hui).

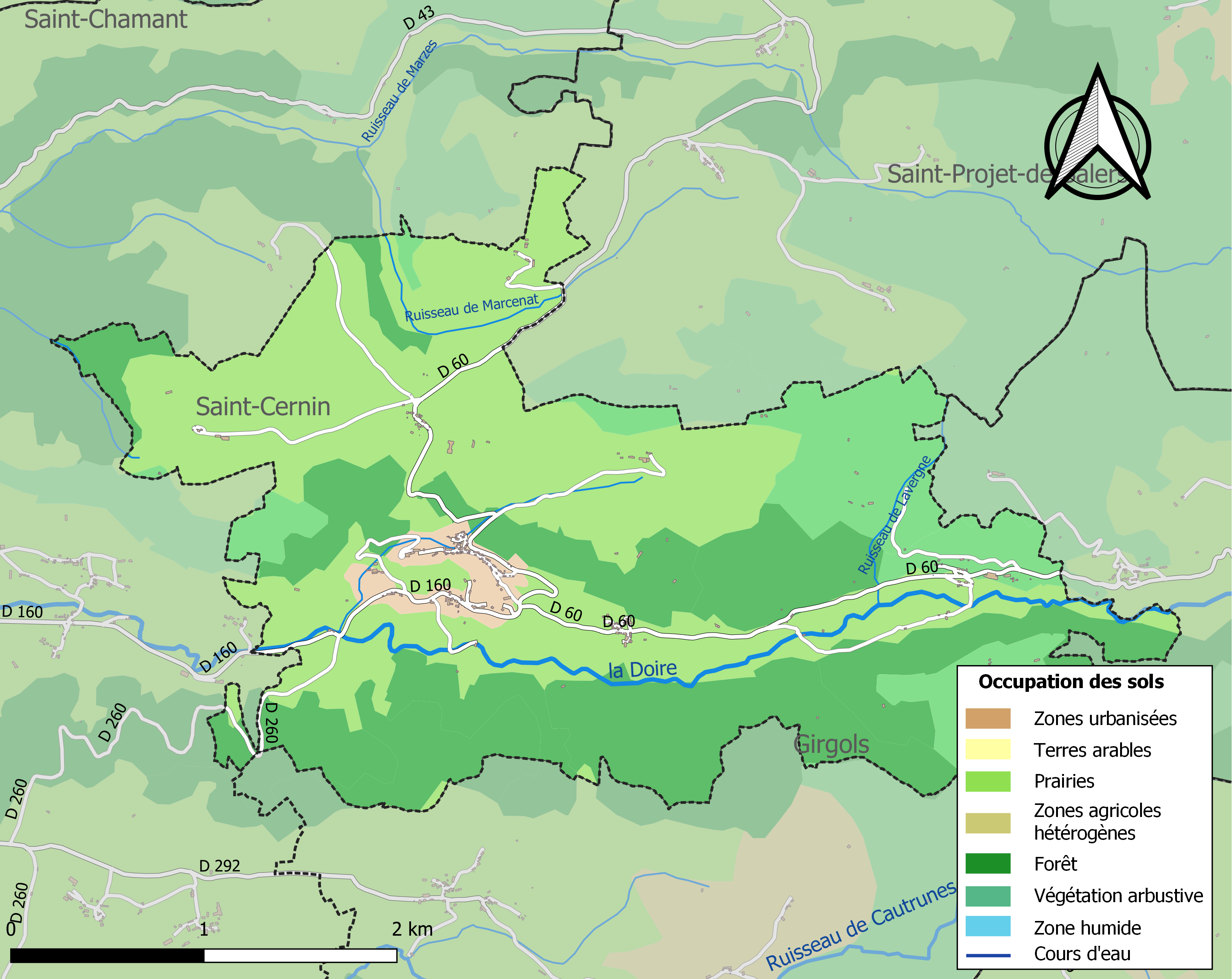
Carte des infrastructures et de l'occupation des sols de la commune en 2018 (CLC).

### Habitat et logement
En 2018, le nombre total de logements dans la commune était de 121, alors qu'il était de 119 en 2013 et de 117 en 2008.
Parmi ces logements, 59,5 % étaient des résidences principales, 32,2 % des résidences secondaires et 8,3 % des logements vacants. Ces logements étaient pour 99,2 % d'entre eux des maisons individuelles et pour 0,8 % des appartements.
Le tableau ci-dessous présente la typologie des logements à Tournemire en 2018 en comparaison avec celle du Cantal et de la France entière. Une caractéristique marquante du parc de logements est ainsi une proportion de résidences secondaires et logements occasionnels (32,2 %) supérieure à celle du département (20,4 %) et à celle de la France entière (9,7 %). Concernant le statut d'occupation de ces logements, 81,9 % des habitants de la commune sont propriétaires de leur logement (81,7 % en 2013), contre 70,4 % pour le Cantal et 57,5 pour la France entière.
| Typologie                                               | Tournemire | Cantal | France entière |
| ------------------------------------------------------- | ---------- | ------ | -------------- |
| Résidences principales (en %)                           | 59,5       | 67,7   | 82,1           |
| Résidences secondaires et logements occasionnels (en %) | 32,2       | 20,4   | 9,7            |
| Logements vacants (en %)                                | 8,3        | 11,9   | 8,2            |

## Toponymie
Son nom était au Moyen Âge Tornamira avant de devenir en auvergnat Tournà Mirà (écriture auvergnate unifiée), Tourno Miro (graphie mistralienne / phonétique) ou encore Tornamira, calquée sur la graphie médiévale avec celle classique.

## Histoire
L'histoire de Tournemire est marquée par la rivalité de deux familles : d'une part la famille de Tournemire qui possédait un château de ce nom bâti sur le promontoire dominant la vallée de la Doire, d'autre part la famille d'Anjony, famille de riches marchands pelletiers d'Aurillac qui avaient accédé à la noblesse par d'importants offices royaux, et qui a fait construire au XVe siècle le château d'Anjony au cœur même du fief de la famille de Tournemire.
La branche aînée des Tournemire demeure dans un logis noble, au milieu de l'ancien château qui tombait progressivement en ruine ; leur chapelle castrale devient l'église paroissiale dont ils conservent les droits honorifiques. De nombreuses générations des deux familles se sont tantôt battues, tantôt alliées, jusqu'à ce que les revers de fortune des Tournemire les contraignent à quitter les lieux. En 1623, c'est par un duel, trois contre trois, sur la place du village que les protagonistes vidèrent une fois pour toutes leurs querelles, duel remporté par les Anjony.
La partie romane de l'église Sainte-Croix de Tournemire est l'ancienne chapelle castrale, elle date du XIIe siècle ; dédiée à saint Jean-Baptiste, l'église a dû recevoir son vocable de Sainte Croix lorsqu'une épine de la couronne du Christ y a été déposée par Rigaud de Tournemire, de retour de la Première croisade,. Au Moyen Âge, certains Vendredis saints, l'épine aurait rougi de son sang. Après l'incendie de 1360 lors du siège du château, l'édifice fut restauré et revoûté au début du XVe siècle : sept chapelles et un porche furent ajoutés[réf. nécessaire].

## Politique et administration
| Période                                  | Période   | Identité                  | Étiquette | Qualité     |
| ---------------------------------------- | --------- | ------------------------- | --------- | ----------- |
| Les données manquantes sont à compléter. |           |                           |           |             |
| 1944                                     | 1946      | Paul Latournerie          |           |             |
| 1946                                     | 1959      | Antoine Robert            |           |             |
| 1959                                     | 1963      | Jean-Pierre Terrisse      |           |             |
| 1963                                     | 1983      | Joseph Broc               |           |             |
| 1983                                     | mars 2008 | Jacques Latournerie       |           |             |
| mars 2008                                | 2020      | Jean-Pierre Fruquières    | DVD       | Agriculteur |
| 2020                                     |           | Martine Pani-Poulvellarie |           |             |

## Démographie
L'évolution du nombre d'habitants est connue à travers les recensements de la population effectués dans la commune depuis 1793. Pour les communes de moins de 10 000 habitants, une enquête de recensement portant sur toute la population est réalisée tous les cinq ans, les populations de référence des années intermédiaires étant quant à elles estimées par interpolation ou extrapolation. Pour la commune, le premier recensement exhaustif entrant dans le cadre du nouveau dispositif a été réalisé en 2008.

En 2022, la commune comptait 122 habitants, en évolution de −2,4 % par rapport à 2016 (Cantal : −1,08 %, France hors Mayotte : +2,11 %).
| 1793 | 1800 | 1806 | 1821 | 1831 | 1836 | 1841 | 1846 | 1851 |
| ---- | ---- | ---- | ---- | ---- | ---- | ---- | ---- | ---- |
| 500  | 429  | 580  | 677  | 691  | 675  | 644  | 679  | 659  |

| 1856 | 1861 | 1866 | 1872 | 1876 | 1881 | 1886 | 1891 | 1896 |
| ---- | ---- | ---- | ---- | ---- | ---- | ---- | ---- | ---- |
| 667  | 639  | 676  | 661  | 638  | 588  | 508  | 450  | 451  |

| 1901 | 1906 | 1911 | 1921 | 1926 | 1931 | 1936 | 1946 | 1954 |
| ---- | ---- | ---- | ---- | ---- | ---- | ---- | ---- | ---- |
| 425  | 435  | 409  | 323  | 323  | 300  | 295  | 265  | 331  |

| 1962 | 1968 | 1975 | 1982 | 1990 | 1999 | 2006 | 2008 | 2013 |
| ---- | ---- | ---- | ---- | ---- | ---- | ---- | ---- | ---- |
| 326  | 299  | 214  | 183  | 163  | 145  | 142  | 141  | 129  |

| 2018 | 2022 | - | - | - | - | - | - | - |
| ---- | ---- | - | - | - | - | - | - | - |
| 128  | 122  | - | - | - | - | - | - | - |

## Culture locale et patrimoine

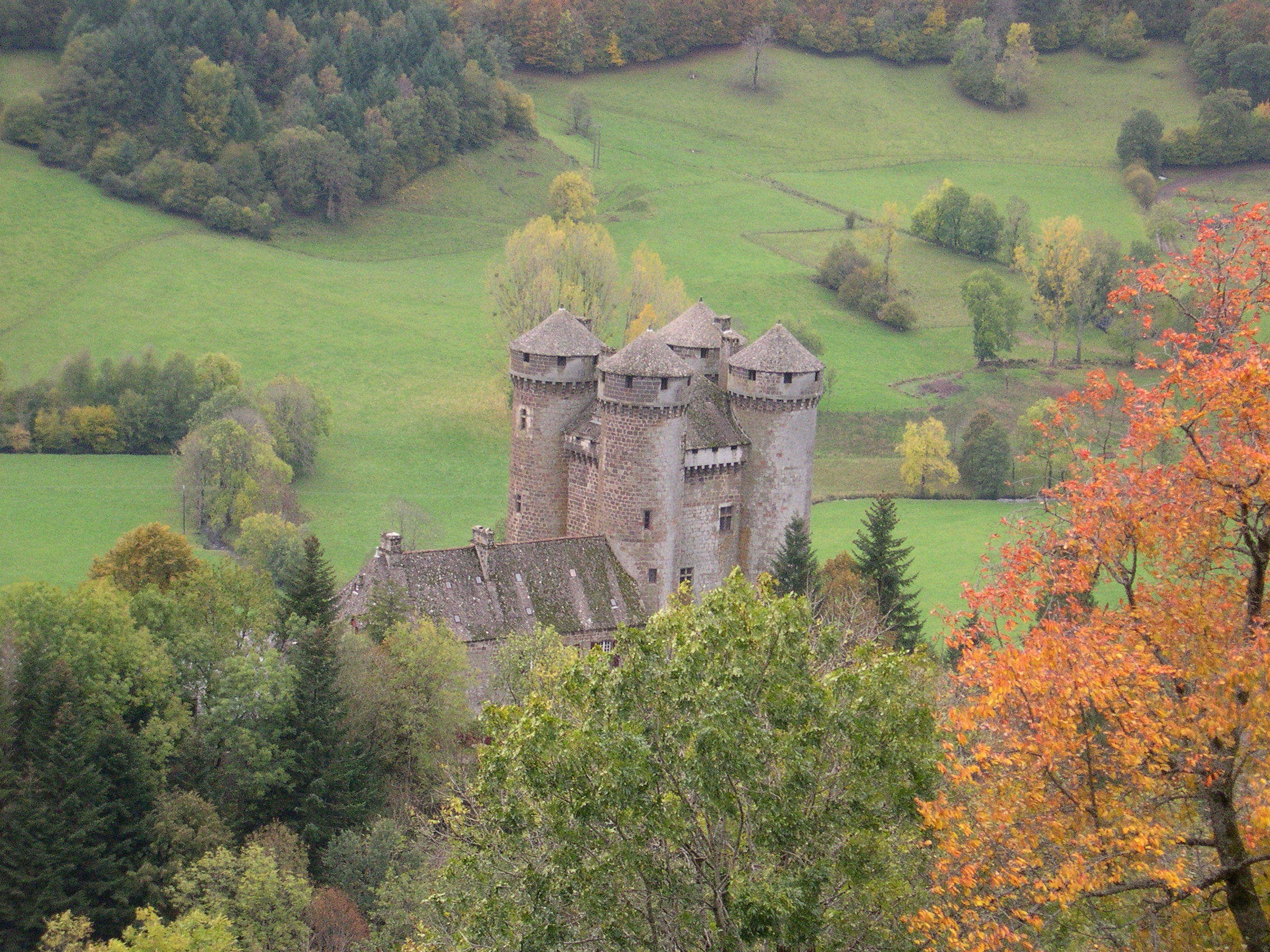
Le château d'Anjony.

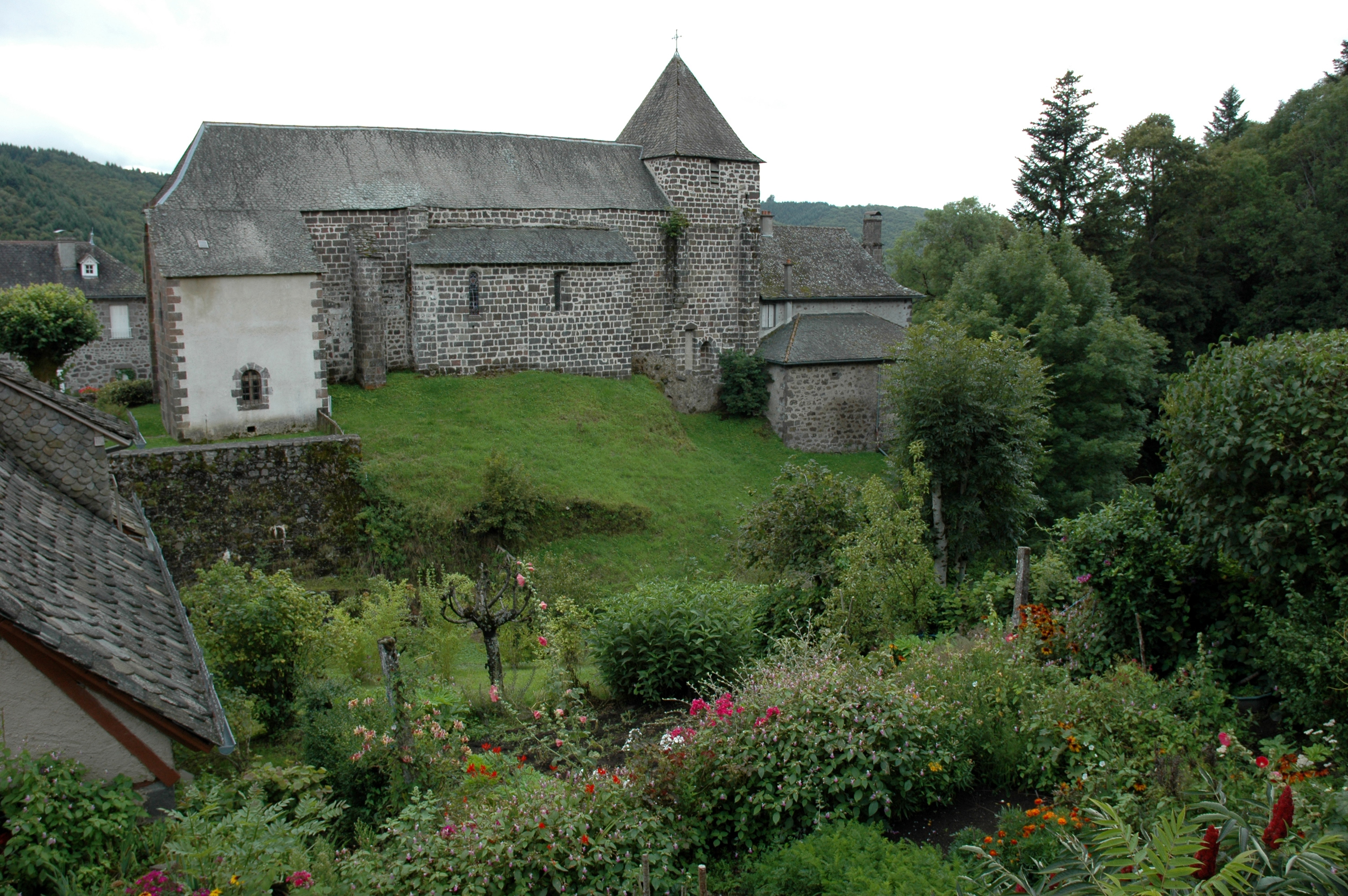
Église Saint-Jean-Baptiste.

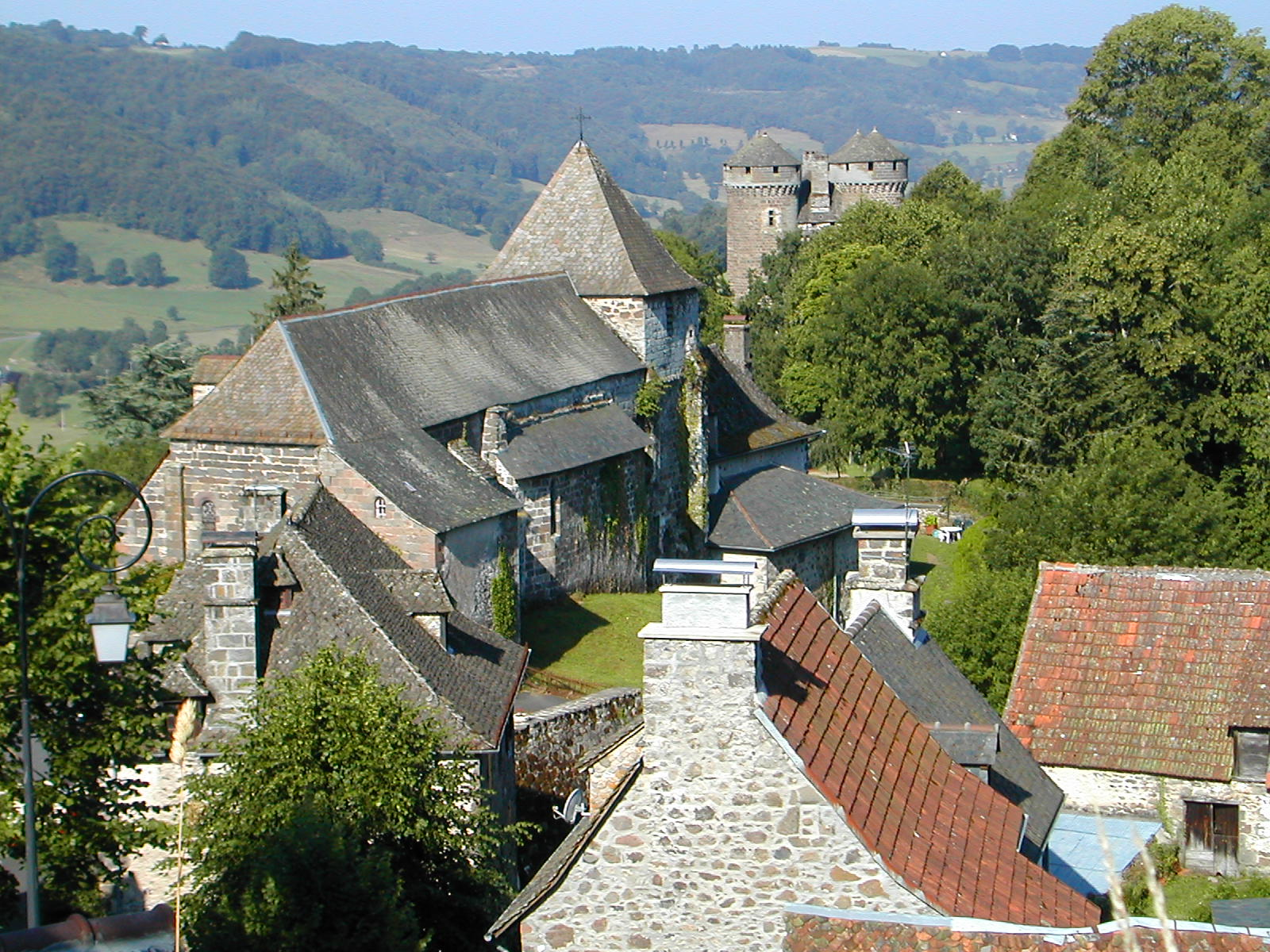
Le village.

### Lieux et monuments
- Se trouve à Tournemire le château d'Anjony, construit à côté du château féodal des  Tournemire - dont le dernier vestige est la chapelle, devenue l'église paroissiale Saint-Jean-Baptiste[19].

- Le cimetière (situé alors contre l'église) aura aussi connu des crimes lors de la querelle entre familles. En effet, un Tournemire y aurait, premièrement, tué un homme d'Église, et deuxièmement, déterré un Anjony pour le traîner devant le château de ces derniers[réf. nécessaire].

### Valorisation du patrimoine
Tournemire est un village appartenant au parc naturel régional des volcans d'Auvergne. Son architecture typique est préservée par l'action des services de protection des Monuments historiques.

### Architecture
Tournemire est célèbre pour son château (XVe – XVIIe siècle), son église (XIIe siècle), pour une épine de la Couronne du Christ qui au Moyen Âge perlait une goutte de son sang chaque Vendredi saint, et par son petit village, médiéval, dont les maisons les plus anciennes possèdent des fondations romanes, des murs en pierre volcanique, et des toits en lauzes.

### Personnalités liées à la commune
- Famille de Tournemire ;
- Édouard Marty (1851-1913), peintre né à Lavergne, hameau de la commune de Tournemire.

### Héraldique
| Blason de Tournemire | Blason  | D'or à trois bandes de sable, à la bordure de gueules chargée de onze besants d'or, au franc-quartier d'hermine. |
| Blason de Tournemire | Détails | Le statut officiel du blason reste à déterminer.                                                                 |

### Anecdotes
Le village a servi de décor à un épisode du feuilleton Les Brigades du Tigre : « Le village maudit », en 1978. Cet épisode traite d'une chasse au sorcier, guidée par des trafiquants d'uranium. 
On reconnait de nombreux lieux dans l'épisode, lieux qui n'ont guère changé vu que le village est classé. 
On remarque notamment l'entrée du cimetière et le grand rocher qui le surplombe, une petite place de la commune ou les habitants veulent brûler le fameux sorcier qui porterait malheur au village, ou encore le château d'Anjony où se déroule la bataille finale.